# مقاطعة هانسون (داكوتا الجنوبية)
هانسون (بالإنجليزية: Hanson)‏ هي إحدى مقاطعات ولاية داكوتا الجنوبية في الولايات المتحدة الأمريكية. 